# Andranik Eskandarian

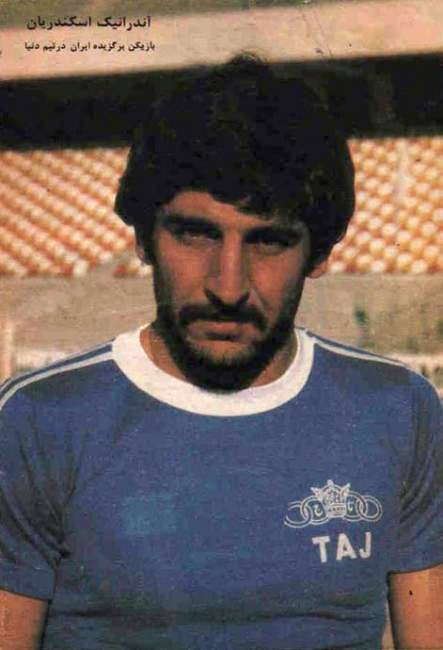
Andranik Eskandarian in den 1970er Jahren

Andranik Eskandarian (* 31. Dezember 1951 in Teheran) ist ein ehemaliger iranischer Fußballspieler armenischer Herkunft. Seit 1984 ist er US-amerikanischer Staatsbürger.
Der Verteidiger Eskandarian spielte für den Teheraner Verein Esteghlal Teheran und nahm für die iranische Nationalmannschaft an der Weltmeisterschaft 1978 in Argentinien teil. Bei der ersten WM-Teilnahme der Iraner sorgte seine Mannschaft gegen Schottland mit einem 1:1-Remis für eine Überraschung, die letztendlich zum schottischen Ausscheiden aus dem Turnier führte. Eskandarian erzielte dabei ein Eigentor zum 0:1-Rückstand seiner Mannschaft.
Kurz nach der WM emigrierte Eskandarian in die USA, wo er neben Franz Beckenbauer bei Cosmos New York einen Profivertrag erhielt. Dort spielte er bis 1984 und war, trotz der politischen Auseinandersetzungen zwischen den USA und dem Iran Ende der 1970er und Anfang der 1980er Jahre, einer der beliebtesten Fußballer der US-amerikanischen Soccerszene.
Nach 1984 spielte er noch bei dem Hallenfußballverein New York Express (1985–1986) und bei den New Jersey Eagles (1989–1990), zusammen mit dem deutschen Torwart Hubert Birkenmeier, mit dem er schon bei NY Cosmos gespielt hatte.
Sein Sohn Alecko Eskandarian (* 1982) war ebenfalls Fußballer und bestritt ein Länderspiel für die US-Nationalmannschaft.

## Stationen
- 1970/71: Ararat Teheran
- 1972 bis 1978: Taj Teheran
- 1979 bis 1984: New York Cosmos